# Lajos Virág
Lajos Virág (Eger, 27 de junio de 1977) es un deportista húngaro que compitió en lucha grecorromana. Ganó una medalla de plata en el Campeonato Mundial de Lucha de 2005, en la categoría de 96 kg.

## Palmarés internacional
| Campeonato Mundial | Campeonato Mundial | Campeonato Mundial | Campeonato Mundial |
| Año                | Lugar              | Medalla            | Categoría          |
| ------------------ | ------------------ | ------------------ | ------------------ |
| 2005               | Budapest (Hungría) | Medalla de plata   | 96 kg              |